# Männerbewegung
Die Männerbewegung ist eine internationale soziale Bewegung, die sich mit Themen aus der Lebenswelt von Männern befasst.

## Ursprünge und Themen
Sie besteht aus in der Weltanschauung sehr unterschiedlichen Organisationen und Strömungen, die Männlichkeit oder Männlichkeiten thematisieren. Sie hat ihren Ursprung in der Bürgerrechtsbewegung sowie in der Protestbewegung gegen den Vietnamkrieg in den Vereinigten Staaten. Traditionelle Männlichkeitskonzepte der Nachkriegsära wurden, im Sinne der Utopie einer friedlichen und egalitären Gesellschaft, in Frage gestellt. Ab Ende der 1960er-Jahre wurde die Männerbewegung von den Forderungen, von den gesellschaftlichen Auswirkungen und vom Wandel der Frauenbewegung unterschiedlich geprägt. Es kam seitdem zu Ausdifferenzierungen und zu gänzlich neuen Strömungen.
Umstritten ist, ob von einer Männerbewegung, oder vielleicht zutreffender, von einer „Männergruppenszene“ gesprochen werden sollte.
Die Bewegung ist überwiegend westlich geprägt, obgleich seit den frühen 1990er Jahren ihre Bedeutung auch in den nichtwestlichen Ländern gewachsen ist. Zu den Themen der Männerbewegung zählen Geschlechterrollen, menschliche Beziehungen, Sexualität (einschließlich homosexueller Rechte), Reproduktion (einschließlich Geburtenkontrolle und Abtreibungsdebatte), Arbeitsleben, Vaterschaft und Vaterrolle, gesundheitliche Aspekte, Gewalttätigkeit (ihre Ursachen und Auflösung), Männerrechte und Aspekte der Frauenrechte. Aus der profeministischen Männerbewegung heraus entwickelte sich Anfang der 1980er Jahre die kritische Männerforschung.

## Tendenzen innerhalb der Männerbewegung
Der Sozialpädagoge Detlef Ax unterscheidet vier Strömungen, denen folgende Ansätze zugrunde liegen:
- Kritischer Ansatz: Die Vertreter des kritischen Ansatzes versuchen, ein neues Geschlechterverhältnis zu schaffen. Im täglichen Leben übersetzt sich dies primär in der Teilung von Erwerbs-, Haus- und Erziehungsarbeit.
- Mythopoetischer Ansatz: Durch Rückgriff auf Archetypen, Mythen und Märchen wird versucht, die Selbstwahrnehmung von Männern zu stärken und Mannsein und Vaterschaft aktiv und stolz zu leben.
- Maskulinistische und väterrechtliche Ansätze: Väterrechtler und Maskulinisten lehnen als einseitig erachtete feministische Theorien ab. Sie treten für eine Reform des als ungerecht empfundenen Sorgerechts und für ein positives männliches Selbstbewusstsein ein. Es wird ein kritischer Umgang mit feministischen Standpunkten gefordert.
- Antisexistischer/profeministischer Ansatz: Grundforderung ist die Abschaffung des Patriarchats als Grundpfeiler der Unterdrückung von Frauen und Männern. Die Vertreter dieses Ansatzes orientieren sich an der Frauenbewegung und versuchen, so genannte „weibliche Eigenschaften“ zu übernehmen.

In der Fachliteratur hat sich bisher keine Kategorisierung der Männerbewegung etabliert. Der Männerforscher Michael Kimmel teilt beispielsweise die Männerbewegung in Profeministen, Antifeministen und Maskulinisten ein, der Männerforscher Michael Flood unterscheidet zwischen der Männerrechts- und Väterrechtsbewegung, der mythopoetischen Männerbewegung, der profeministischen Männerbewegung und christlichen Männergruppen. Der Soziologe Georg Brzoska hingegen bestreitet, dass maskulinistische oder väterrechtliche Ansätze überhaupt zur Männerbewegung gezählt werden können, da diese nach seiner Auffassung „Teil der herrschenden Männlichkeit sind“. Der Soziologe Andreas Kemper differenziert ebenfalls zwischen der im deutschsprachigen Raum in den 1970ern entstandenen Männerbewegung, die hegemoniale Männlichkeit infrage stellte und sich theoretisch und praktisch am Feminismus orientierte, und der antifeministischen Männerrechtsbewegung.
Der Soziologe Hans-Joachim Lenz führte 1997 aus:

„Die ‚Bewegung der Männer‘ ist nicht eine große gesellschaftspolitische Bewegung, sondern ein Sammelsurium verschiedener Aktivitäten und Bewegungen von Männern mit dem Ziel, Antworten auf die Herausforderungen eines gewandelten Geschlechterverhältnisses zu finden. Analog zu den anderen neuen sozialen Bewegungen zeichnet sich die Männerbewegung durch ihre Vielschichtigkeit, ihre Formenvielfalt, ihre Widersprüchlichkeit und Dynamik zwischen den Polen von Kraft und Schwäche aus. Wie bei anderen sozialen Bewegungen (wie die Friedensbewegung, die Ökologiebewegung) ist damit ihre zweifelsfreie Identifizierung erschwert.“

Lenz kritisierte in dem Zusammenhang die mythopoetischen und die väterrechtlichen Ansätze, da diese sich „als Sammelbecken einer unkritischen Aufwertung alter Männerherrlichkeit bis hin zum sexistischen ‚roll back‘“ anböten. Es sei kritisch mitzureflektieren, dass die sich bewegenden Männer zunächst einmal Männer in dieser patriarchalen Gesellschaft seien, die ein bestimmtes Herrschaftsinteresse hätten.
Im Rahmen seiner Forschungsarbeit zur Männerbewegung bemängelte der australische Philosoph Spase Karoski, dass die akademische Fachliteratur zum Thema überwiegend aus profeministischen Analysen und Kritik an den mythopoetischen und väterrechtlichen Strömungen bestehe, es gebe kaum empirische Forschung die nicht ideologisch motiviert und wertebeladen sei. Bei seiner empirischen Forschung in Australien stellte er eine Diskrepanz zwischen den Aktivitäten der Männerbewegung und deren Echo in der Fachliteratur fest. Er identifizierte eine eigenständige Strömung, die neben eigenen Positionen diverse, in der Fachliteratur als gegensätzlich betrachtete Positionen der profeministischen, der mythopoetischen und der väterrechtlichen Strömungen einschließt.

## Strömungen der Männerbewegung

### Antisexistische und Men’s-Liberation-Bewegung
Im Rahmen der Bürgerrechtsbewegung und der Protestbewegung gegen den Vietnamkrieg in den 1960er Jahren wurden von jungen Männern zunehmend traditionelle Männlichkeitskonzepte der Nachkriegsära in Frage gestellt. Anfang der 1970er Jahre, mit der Verbreitung der Frauenbewegung, begann sich die Männerbewegung in Form von consciousness raising groups (Bewusstseinsbildungsgruppen) zu organisieren. Diese als politische Aktionsform verstandene Gruppenarbeit wurde Ende der 1960er vom radikalen Feminismus entwickelt, sie verbindet therapeutische Ansätze mit politischer Bewusstseinsbildung. Träger der Gruppen waren überwiegend junge weiße, politisch links stehende Mittelschichtmänner, die durch die Teilnahme ihrer Partnerinnen an den entsprechenden Gruppen der Frauenbewegung verunsichert waren und sich von der Frauenbewegung nunmehr ausgeschlossen fühlten. Feminismus wurde als Chance zur Befreiung aller betrachtet. Parallel zu den ersten Gruppen entstand nach dem Aufstand in der New Yorker Christopher Street Ende der 1960er Jahre die Schwulenbewegung.
Innerhalb der consciousness raising groups bildeten sich von vornherein zwei Richtungen aus. Die sich als antisexistisch bezeichnende Strömung betrachtete es als Aufgabe, die Frauen- und Schwulenbewegung zu unterstützen, sie sah die Männer als privilegierte Gruppe an. Sie sah in den Bewusstseinsbildungsgruppen die Gefahr, dass sich die Männer gegen Frauen verbünden, anstatt sich mit ihren sexistischen Haltungen kritisch auseinanderzusetzen. Die Strömung der Men’s Liberation hingegen sah Männer und Frauen gleichermaßen von stereotypen Geschlechterrollen betroffen und hatte daher in erster Linie die Beschäftigung mit Aspekten der eigenen Geschlechterrolle, mit dem von ihnen empfundenen Preis der Männlichkeit, zum Ziel.
1973 wurde die Anzahl der Men’s Liberation-Gruppen auf 300 geschätzt. Antisexisten warfen ihnen vor, sie würden die Machtstrukturen zwischen den Geschlechtern ausblenden und seien in Wahrheit Teil des Backlashs ob des Feminismus narzisstisch gekränkter Männer.
Beide Strömungen waren profeministisch eingestellt und unterschieden sich dadurch, welchem Feminismus sie anhingen. Antisexisten standen dem radikalen Feminismus näher, die Men’s Liberation-Gruppen dem liberalen Feminismus.
Männliche Unterstützung und Teilnahme wurde von der Frauenbewegung zunächst begrüßt. Im Zuge der Verdrängung von Betty Friedans liberalem Feminismus durch den radikalen Feminismus, die Mitte der 1970er Jahre abgeschlossen war, wurde männliche Unterstützung jedoch zunehmend abgewiesen. Die antisexistische Strömung war weiterhin in der Unterstützung der Frauen- und Schwulenbewegung aktiv, obgleich sie in diesen Bewegungen eine Randerscheinung ohne Einfluss blieb.
Die Bedeutung der Men’s Liberation-Strömung nahm gleichzeitig ab. Ende der 1970er Jahre war sie verschwunden, sie hatte sich entweder in die profeministische Männerbewegung oder die aufkommende Männerrechtsbewegung eingegliedert.
Die in der Men’s Liberation-Strömung ebenso wie in der damaligen Forschung vorherrschende Rollentheorie (Sex role theory), wurde 1977 in dem Reader „For men against sexism: a book of readings“ sowie 1985 in dem prägenden Aufsatz „Toward a New Sociology of Masculinity“ (Carrigan, Connell, Lee) scharf kritisiert. Zum Beispiel argumentieren Carrigan, Connel und Lee, dass es die männliche oder weibliche Rolle, die Männlichkeit und Weiblichkeit konstruiert, nicht gebe und dass der Fokus auf vorgeschriebene Rollen, anstatt auf tatsächlich stattfindende Interaktionen, den historischen und gesellschaftlichen Kontext sowie Machthierarchien außer Acht lasse. Es wurde ein Konzept der verschiedenen Männlichkeiten vorgestellt. Innerhalb der Männerforschung etablierte sich nun ein Ansatz, der Männlichkeiten als in einem System von Machtverhältnissen eingebundene, sich stetig verändernde soziale Konstrukte, statt als einfaches System von Stereotypen, Geschlechterrollen oder erkennbaren Geschlechtsunterschieden, betrachtete. Insbesondere wurden dabei auch ethnische und klassenspezifischen Unterschiede betrachtet; im Patriarchat profitieren jedoch diesem Konzept zufolge alle Männer letztendlich von der Geschlechterordnung (patriarchale Dividende). Dieses Konzept verbreitete sich auch in der antisexistischen Männerbewegung, die jedoch, jenseits ihrer Etablierung als kritische Männerforschung, zunehmend an Bedeutung verlor.

### Mythopoetische Bewegung
In den 1980er Jahren entstand der mythopoetische Ansatz im Selbstverständnis der Männer. Zum einen entstand eine oft Wild men genannte Schule, für die Robert Blys Buch „Eisenhans“ als paradigmatisch gilt. An die Stelle der Auseinandersetzung mit Ideen der Frauenbewegung trat nach Connells Auffassung hier die „Wiederherstellung einer Männlichkeit, die man durch den gesellschaftlichen Wandel verloren oder beschädigt glaubte“. Die Wurzeln dieser Strömung liegen in der Romantik und in den späten Schriften C. G. Jungs, und in der in den 1960ern entstandenen „New Age“-Subkultur. Mit „Eisenhans“ hat erstmals der Begriff „Männerbewegung“ eine internationale Verbreitung gefunden.
Teile dieser Richtung bemängelten, dass Männlichkeit in der modernen Welt über Erfolg, Macht und Reichtum definiert sei. Männer würden durch den Kriegsdienst seelisch verstümmelt („Wir sind alle Kriegsversehrte“: Sam Keen in seinem Buch Feuer im Bauch).
Die Aktivisten und Autoren dieser Bewegung weisen darauf hin, dass es an Ritualen fehle, in denen Männer zu sich selbst und ihrer Männlichkeit finden könnten. Sam Keen betonte die Notwendigkeit einer „Abkehr von der Weiblichkeit, um eine tiefere männliche Wahrheit zu finden“. Nur wenn Männer in der Auseinandersetzung mit anderen Männern ein positives Selbstverständnis entwickelten, seien sie zu gleichberechtigten Beziehungen zu Frauen in der Lage.
In den moderneren Ansätzen ab 2011, die zum Beispiel von Björn Leimbach vertreten werden, wird die Frauenbewegung als solche anerkannt, jedoch geht es nicht um die Auseinandersetzung mit dem „Gegenüber Frau“, sondern mit der der eigenen Persönlichkeit als Mann. Dabei werden in den modernen Ansätzen die Ideen der Archetypen von Robert Bly aufgegriffen. Zielstrebigkeit, Aufrichtigkeit, Durchsetzungskraft, Gütigkeit und positiv gelebte Aggression werden als ursprünglich explizit positive männliche Eigenschaften herausgestellt. Zwar wird auch die spirituelle Entwicklung des Männlichen betont, jedoch weniger esoterisch, als das zu Beginn der Bewegung in den 80er Jahren der Fall war. Der Kontakt von Männern zu Männern und eine männliche Initiation wird als die Quelle einer positiven männlichen Entwicklung angesehen.

### Profeministische Männerbewegung
Die profeministische Männerbewegung entwickelte sich aus der Men’s Liberation-Bewegung, nachdem diese in den 1970ern in die zwei entgegengesetzten Lager profeministische Männerbewegung und antifeministische Männerrechtsbewegung zerfallen war. Die erste organisierte Veranstaltung profeministischer Männer in den Vereinigten Staaten war die 1975 in Tennessee abgehaltene Konferenz „Men and Masculinity“. Profeministische Männer wurden von der zweiten Welle der Frauenbewegung, der Studentenbewegung, Friedensbewegung, Schwulenbewegung und Bürgerrechtsbewegung beeinflusst. Die profeministische Männerbewegung ist die Strömung der Männerbewegung, welche die Gleichstellungsziele des Feminismus begrüßt.
Profeministische Männer hinterfragen traditionelle Männlichkeitsideale und sind der Auffassung, dass soziale Normen und Erwartungen dazu geführt haben, dass Männer sich an rigiden Geschlechterrollen orientieren, in ihrem Ausdrucksvermögen und sozialen Verhalten eingeschränkt sind, weil nur bestimmte Verhaltensweisen als für Männer angemessen angesehen werden. Darüber hinaus engagieren sich profeministische Männer gegen Sexismus und gegen die Diskriminierung von Frauen. Gemeinsam mit Feministinnen haben sie sich für eine Reihe feministischer Ziele eingesetzt wie z. B. das Equal Rights Amendment, die Anerkennung der reproduktiven Rechte von Frauen, Anti-Diskriminierungsgesetze im Beruf, erschwingliche Kinderbetreuung und die Reduzierung von sexueller Gewalt gegen Frauen.
Wichtige profeministische Organisationen in den Vereinigten Staaten sind beispielsweise die National Organization for Men Against Sexism und National Organization for Changing Men. Eine Initiative, die sich für die Beendigung der Männergewalt in Beziehungen einsetzt, ist die White-Ribbon-Kampagne (Symbol: weiße Schleife). Die Bewegung wurde 1991 in Kanada vom heutigen Vorsitzenden der Neuen Demokratischen Partei Jack Layton gegründet und ist inzwischen international verbreitet. Sie betreibt v. a. Bewusstseinsarbeit in der Öffentlichkeit und teilweise auch für genderbewusste schulische Bubenarbeit.

### Männerrechtsbewegung
Die Ideen der Männerrechtsbewegung gehen auf das US-amerikanische Men’s Rights Movement zurück, als Antwort auf die von ihnen so wahrgenommenen Übertreibungen der Frauenbewegung sowie als Reaktion auf die empfundenen Benachteiligungen von Männern, insbesondere im Familienrecht. Die von der feministischen Bewegung durchgesetzte Gleichstellungspolitik führe zu einer Benachteiligung von Männern, da Männer nun die Vorteile der traditionellen Geschlechterordnung aufgeben und gleichzeitig deren Nachteile behalten müssten. Die dabei praktizierte positive Diskriminierung von Frauen stelle letztlich eine direkte Diskriminierung von Männern dar. Die vom Feminismus als Zeichen männlicher Herrschaft beschriebene Dominanz von Männern in Wirtschaft, Politik und Militär sei oft Beweis für das Gegenteil; Männer seien gezwungen, Krieg zu führen und für ihre Familien zu arbeiten, während die Frauen davon verschont würden. Der Feminismus habe weiterhin zu einer weit verbreiteten Misandrie geführt. Maskulisten weisen viele – wenn nicht die meisten – der philosophischen Ideen der profeministischen Männerbewegung zurück.
Diese Strömungen bezeichnete Susan Faludi in ihrem 1991 erschienenen Buch Backlash – Die Männer schlagen zurück als die Zurückdrängung feministischer Ideen.
Organisationen und Vertreter der emanzipatorischen Männerbewegung im deutschsprachigen Raum distanzieren sich deutlich von der maskulistischen/antifeministischen Männerrechtsbewegung, wie das Bundesforum Männer, ein Dachverband mit 29 Männervereinen, in einem offenen Brief vom Oktober 2012.
Der männerpolitisch engagierte Politologe Thomas Gesterkamp stellt fest, dass Männerrechtler sich vor allem in rechtskonservativen Medien zu Wort meldeten. Ihre Kernthese laute, die „Gleichstellung der Geschlechter sei erreicht, die Emanzipation der Frauen abgeschlossen. Sie klagen über eine «Kaste der Genderfunktionäre», deren kulturelle Hegemonie jeden Widerspruch unterdrücke.“ Das habe jedoch wenig mit der Realität zu tun.
Markus Theunert, Präsident des Dachverbands der Schweizer Männer- und Väterorganisationen (männer.ch), sah maskulistische und antifeministische Strömungen 2012 noch als einheitlichen Block und schloss diesen programmatisch aus; er reserviere den Begriff Männerpolitik(en) für eine Programmatik, „welche die Anerkennung der Gleichwertigkeit der Geschlechter als Prämisse, die Gleichberechtigung als Bedingung, die Chancengleichheit als Vision, den Geschlechterdialog auf Augenhöhe als Fundament und die Geschlechterpolitik als Methode“ anerkenne. Ein Jahr später konstatierte er aber „Ansätze für erweiterte Allianzen im Dienste echter Geschlechtergerechtigkeit“; innerhalb der antifeministisch-männerrechtlichen Strömung gebe es eine große Bandbreite. Als „Antifeministen im engeren Sinne“ beschreibt Theunert Strömungen, die einer „natürlichen Geschlechterordnung“ das Wort redeten und jede Form von Geschlechterpolitik als schädlichen Eingriff in diese ablehnten. Männerrechtler argumentierten laut Theunert auch mit antifeministischen Denkmustern, forderten aber im Gegensatz zu den Antifeministen lautstark männerpolitische Maßnahmen, um die angebliche Bevorteilung von Frauen durch die Gleichstellungspolitik auszugleichen. Männerrechtler würden dabei jeden beliebigen Unterschied zwischen den Geschlechtern als gewollte Diskriminierung von Männern ansehen. Auch durch die Bemühungen einiger Männerrechtler, eine „angeblich ‚linke Männer(rechts)politik‘ zu entwickeln“, sei Bewegung in die Fronten gekommen.

## Männerbewegung im deutschsprachigen Raum

### Bundesrepublik Deutschland
Die Männerbewegung in Westdeutschland entstand Mitte der 1970er Jahre in der studentischen Sponti-Szene. In den USA und Großbritannien bestand sie schon wenige Jahre vorher. Die ersten Männergruppen entstanden dadurch, dass Feministinnen von ihren Freunden und Mitbewohnern in den Wohngemeinschaften verlangten, ihre sexistischen Strukturen gemeinsam mit anderen Männern zum Thema zu machen. So erzählte ein Mann aus den ersten drei Berliner Männergruppen beim ersten bundesweiten Treffen (Februar 1975) der Männergruppen in Deutschland:
„Anfang dieses Jahres haben wir uns getroffen, aber das ging weniger von uns Männern aus als von den Frauen, zu denen wir eine Beziehung haben oder hatten. Die Frauen kamen auf die Idee, dass es gut wäre, eine Männergruppe zu machen – Gelächter – und die haben das dann terminlich und so weiter organisiert.“ (Wolfgang Müller u. a.: Männerbilder, 1982.)
In dieser Zeit war die Männergruppenszene sehr eng vernetzt mit der beginnenden Schwulenbewegung. Berührungsängste unter Männern, Verantwortung für den Haushalt, Verhütung und Kinder waren ebenso Themen wie „Politmackertum“. Seit 1983 findet das „Bundesweite Männertreffen“ jährlich statt. Ein wichtiges Buch aus dieser Zeit stammt von Volker Elis Pilgrim Manifest für den freien Mann (1977). Symptomatisch ist das dort enthaltene bekannte Zitat: „Der Mann ist sozial und sexuell ein Idiot“, welches später der Reihe Mann im Rowohlt-Taschenbuchverlag zusammen mit einer Zeichnung von Ralf König, vorangestellt wurde. Sie strebten eine Veränderung der männlichen Geschlechterrollen in der Gesellschaft an. Angeregt durch feministische Wertvorstellungen versuchten sie „weibliche und schwule Anteile“ zur Geltung zu bringen.
Mit der Verbreiterung der Alternativbewegung in den 1980er Jahren wurde auch die Männerbewegung umfassender. Zu ihrer Klientel zählten nun nicht mehr nur Studenten aus dem alternativen Milieu. Die Themen Männlichkeit und Was ist Männlichkeit? wurden in dieser Zeit in allen Schichten diskutiert. Zwei populäre Lieder, die in dieser Zeit entstanden, drückten diese Diskussion aus; Neue Männer braucht das Land von Ina Deter (1983) und Männer von Herbert Grönemeyer (1984). Auch die Band Extrabreit erkannte schon 1981 die Zeichen der Zeit und gab ihrem zweiten Album den Titel Welch ein Land – was für Männer.
Volkshochschulen und die Kirchen boten Männergruppen an. Es entwickelte sich eine breite „Männerverständigungsliteratur“, die sich noch bis in die Anfänge der 1990er Jahre im Bündnis mit der Frauenbewegung verstand. Bekanntes pro-feministisches Männermagazin dieser Zeit war der „Herrmann“. Mit den in vielen Städten gegründeten Männerbüros begann eine Professionalisierung der Männerarbeit, gleichzeitig aber auch eine Entpolitisierung. In der linksradikalen Männergruppenszene entstanden Männercafés. Die Professionalisierung der Männerarbeit umfasste Jungenarbeit, Arbeit mit männlichen Tätern, Männertherapie, Männerbildung und Männerforschung.
Anfang der 1990er Jahre spaltete sich die Männergruppenszene. Es ließen sich zunächst drei Strömungen differenzieren, ab 2000 entwickelte sich noch eine vierte:
- die linksradikalen profeministischen Männergruppen, die weitgehend in der autonomen Szene verortet waren und die zum Leserkreis des profeministischen Männerrundbriefs gehörten. Aus den Reihen dieser Männergruppen gab es Anschläge auf Einrichtungen der Bundeswehr und auf Pornoshops, sowie handgreifliche Konfrontationen mit Musikgruppen und Schriftstellern, die als besonderes sexistisch wahrgenommen wurden.
- die Neue-Mann-Bewegung, der es um eine moderate Erneuerung individueller männlicher Verhaltensweisen ging. Sie zählten weitgehend zum Lesekreis der Zeitschriften Switchboard und Moritz.
- spirituelle Männergruppen, zu denen einerseits kirchliche Gruppen, andererseits esoterische Gruppen wie die mythopoetischen Gruppen zusammenzufassen sind.

Ob auch mythopoetische Gruppen zur Männerbewegung zu zählen sind, ist umstritten. Georg Brzoska zählt die Mythopoeten 1991 zu den Maskulinisten und geht daher davon aus, dass mythopoetische Ansätze nicht Teil der Männerbewegung sind.
Daneben entwickelten sich die Männerrechtsbewegung, zu der der Maskulinismus und ein Teil der Väterbewegung zählt. Da diese sich explizit antifeministisch gibt, gehört sie nach Auffassung einiger Soziologen nicht zur Männerbewegung, da die Männerbewegung sich als pro-feministisches Projekt gegründet habe. Georg Brzoska: „Neben diesen individualistischen und antisexistischen Strömungen innerhalb der Männerbewegung gibt es noch weitere Gruppierungen und Organisationen, die als maskulinistisch bezeichnet werden können und die nicht zur Männerbewegung zu zählen sind, sondern Teil der herrschenden Männlichkeit sind.“

### Schweiz
Ein Teil der Männerbewegung der Schweiz bezieht sich weniger auf die antipatriarchalen Kämpfe des zwanzigsten Jahrhunderts und versucht die verschiedenen Strömungen pragmatisch zu integrieren.
Die Männerorganisation männer.ch befasst sich mit einer Vielzahl von Themen aus der männlichen Perspektive. Dazu gehören beispielsweise die gerechtere Verteilung von Erwerbs- und Familienarbeit und eine stärkere Präsenz von Männern in der Kindererziehung. Der Verein setzt sich konkret dafür ein, den Anteil der Männer, die teilzeiterwerbstätig sind, zu steigern und einen mehrwöchigen Vaterschaftsurlaub gesetzlich zu verankern. Schweizer Männer- und Väterorganisationen streben außerdem eine Neuregelung der elterlichen Sorge an und konnten bereits erste Erfolge auf politischer Ebene erzielen.

### Österreich
Die Männerbewegung in Österreich ist stark dezentralisiert. Die verschiedenen Organisationen arbeiten in der Arbeitsgemeinschaft österreichischer Männerberatungsstellen und Männerbüros (AMÖ) zusammen. In deren Leitbild sind die gegenseitige Achtung von Männern und Frauen und das Ziel Geschlechtergerechtigkeit und Geschlechterdemokratie dezidiert verankert. Der Dachverband für die Männer-, Burschen- und Väterarbeit in Österreich (DMÖ) wurde gegründet, um politisches Lobbying betreiben zu können. Zentrale Anliegen sind der Ausbau von Männerberatungsstellen und der Notrufnummer für Männer in Konflikt- und Krisensituationen 0800/400777. Der DMÖ unterstützt Projekte des kritischen Ansatzes, sowieso solche, bei denen Buben und Burschen traditionelle Formen von Männlichkeit hinterfragen und neue Formen entwickeln können. Er sieht sich im Zentrum des männerpolitischen Dreiecks.